# カルロス・ペーニャ
カルロス・フェリペ・ペーニャ（Carlos Felipe Peña, 1978年5月17日 - ）は、ドミニカ共和国サントドミンゴ出身の元プロ野球選手（一塁手）。左投左打。

## 経歴

### プロ入り前
ドミニカ共和国サントドミンゴで4人兄弟の長男として生まれる。幼少期の頃に家族でアメリカ合衆国に移住した。

### プロ入りとレンジャーズ時代
1998年のMLBドラフトでテキサス・レンジャーズから1巡目（全体10位）指名を受け、プロ入り。7月24日に正式契約を結んだ。
レンジャーズと契約を結んだペーニャは同年、傘下のルーキー級ガルフ・コーストリーグ・レンジャーズとA級サバンナ・サンドナッツとA-級シャーロット・レンジャーズの3階級でプレイ。
1999年はA-級シャーロット、2000年はAA級タルサ・ドリラーズ、2001年はAAA級オクラホマ・レッドホークスへと昇格していった。そして、9月5日のミネソタ・ツインズ戦でメジャーデビューを果たし、22試合の出場で打率.258・3本塁打・12打点を記録。

### アスレチックス時代
2002年1月14日にマイク・ベナフロと共にジェイソン・ハート、ライアン・ラドウィック、ジェラルド・レアード、マリオ・ラモスとのトレードで、オークランド・アスレチックスに移籍。アスレチックスで開幕を迎えたペーニャは、4月にアメリカンリーグのルーキー・オブ・ザ・マンスを受賞するなど快調にスタートした。しかしその後、40試合に出場地点で打率.218と振るわなかったため、5月21日に傘下のAAA級サクラメント・リバーキャッツへ降格。GMのビリー・ビーンは、ペーニャを高く評価していたが、ビリーは自分が評価する以上に周りが評価するようになったと感じたため、トレードを画策。

### タイガース時代
2002年7月5日、デトロイト・タイガースとニューヨーク・ヤンキースが絡む三角トレードで、ペーニャはタイガースに移籍した。移籍後は75試合に出場し、打率.253・12本塁打・36打点という成績を記録。特に打率は、移籍前の.210台から大幅に上昇した。守備では73試合・638.2イニングでファーストを守り、3失策・守備率.996という安定した守備力を発揮した。2チーム計では115試合に出場し、19本塁打を放って長打力の片鱗を見せた。シーズンオフにはルーキー・オブ・ザ・イヤーの投票で8位にランクインした。
2003年は一塁のレギュラーに定着し、131試合に出場して規定打席に到達した。しかし、打率.248・18本塁打・50打点という冴えない打撃成績に終わり、守備でも大腿筋を痛めていた影響により冴えなかった。この年は、128試合の一塁守備で13失策を犯し、守備率.990・DRS - 6だった。
2004年は、いずれも自身初となる25本塁打・80打点のラインをクリアする成績を残したが、打率は前年から低下して.241となり、三振も量産するなど、パッとしない状況が続いた。対して守備では安定した成績 (135試合のファースト守備で6失策・DRS + 6) を記録した。なお、低打率を解消すべく、外角のボールは逆方向に弾き返し、結果的に長打の多くは流し打ちの打球であったなど、改善に向けた姿勢は表れていた。
2005年はハイペースで本塁打を生産し、79試合で18本を記録したものの、低打率と三振の生産ペースも相変わらずであった。特に左投手に対しては、打率.157と殆ど打てなかった。一塁守備も、またしても低下してDRSは - 7だった。この年はクリス・シェルトンが台頭してきた事も重なり、遂にレギュラーの座を失う事になった。
2006年3月26日にFAとなった。

### ヤンキース傘下時代
2006年4月15日にニューヨーク・ヤンキースと契約を結んだ。契約後は傘下のAAA級コロンバス・クリッパーズでプレー。105試合に出場し、バッティング面では打率.260・19本塁打・66打点という成績を残したが、結局メジャーに昇格する事なく、8月16日にFAとなった。

### レッドソックス時代
2006年8月17日にボストン・レッドソックスと契約を結んだ。8月28日にメジャー昇格を果たしたが、18試合に出場しただけで自慢のパワーは鳴りを潜め、本塁打は僅か1本だった。10月13日にFAとなった。

### レイズ時代

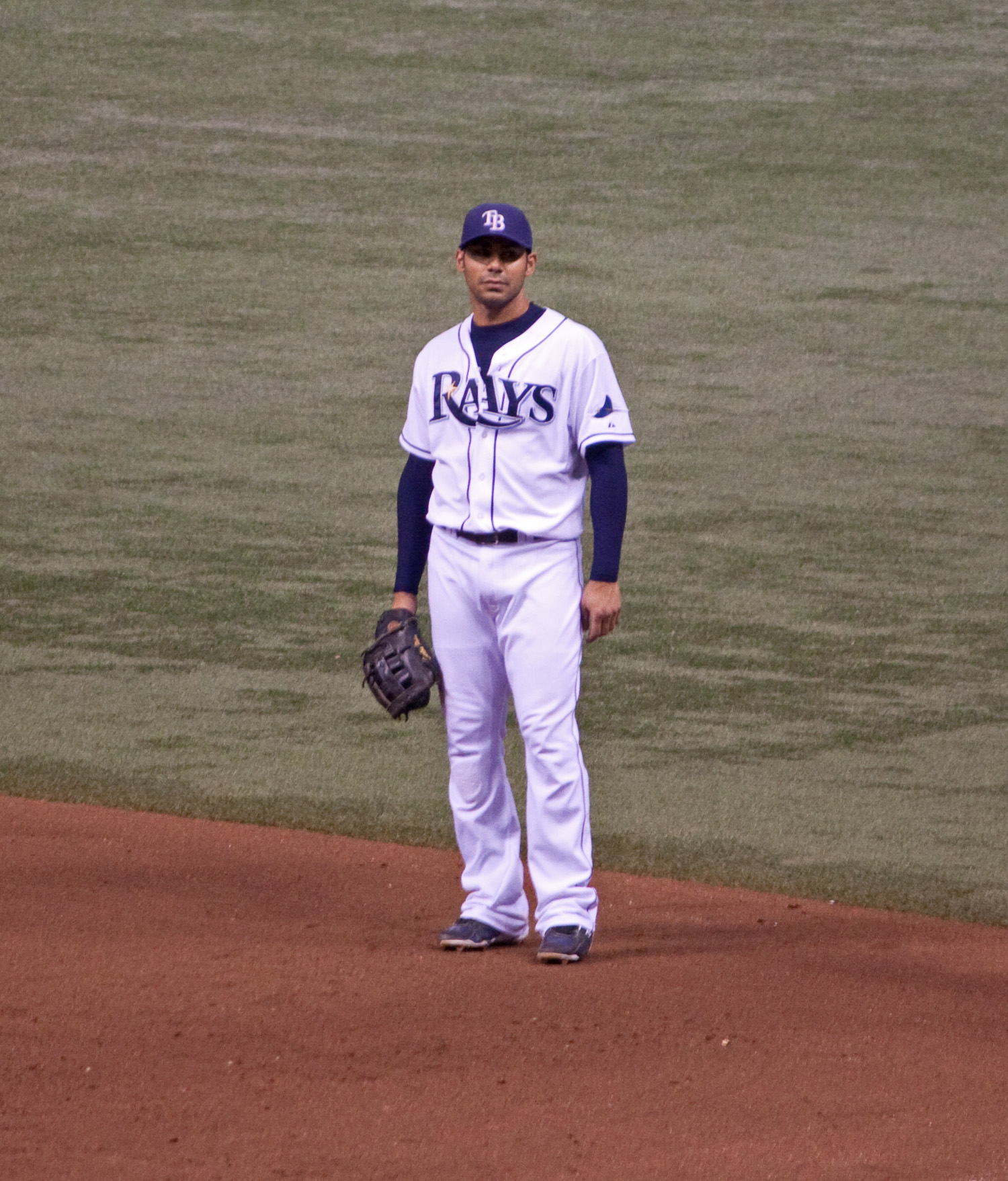
タンパベイ・レイズ時代
(2010年8月31日)

2007年1月29日、タンパベイ・デビルレイズと契約。招待選手としてスプリングトレーニングに参加した。しかし、3月30日にマイナー降格を通告された。しかし、メジャー枠に入っていたグレッグ・ノートンが開幕直前に故障したため、開幕をメジャーで迎えた。メジャーで好調を維持したペーニャは、一塁のレギュラーに定着。9月3日のボルチモア・オリオールズ戦でホセ・カンセコ（1999年）とオーブリー・ハフ（2003年）の34本塁打のシーズン球団記録を更新し、9月26日のヤンキース戦でホルヘ・カントゥの117打点のシーズン球団記録を更新。最終的にはアメリカンリーグ2位となる46本塁打を放ち、リーグ4位となる121打点を記録し、シーズン終了後にはカムバック賞とシルバースラッガー賞を受賞した。
2008年1月25日に総額2412万5000ドルの3年契約に合意。序盤は打率が2割程度と低迷し、骨折による離脱もするが、次第に調子を上げ、30本100打点をクリアして、昨年両リーグ最低勝率から地区優勝に躍進したチームの主砲として活躍した。
2009年は、低打率ながら開幕から本塁打争いでトップを独走。オールスターゲームにも初選出。しかし、9月7日のヤンキース戦で先発投手のCC・サバシアから手先に死球を受けて退場。両指骨折でシーズンを終え、本塁打争いでは最終的にマーク・テシェイラに並ばれたが、初の本塁打王を獲得した。
2010年はレイズ移籍以来、3年連続で記録し続けていた30本塁打・100打点のどちらにも届かず、その上、規定打席に到達した打者の中ではアメリカンリーグで唯一、MLB全体でも2人（もう一人は、アリゾナ・ダイヤモンドバックスのマーク・レイノルズ）しかいない、シーズン打率.200未満（.196）を記録するなど、レイズ移籍後で最低のシーズンとなった。11月1日にFAとなった。

### カブス時代

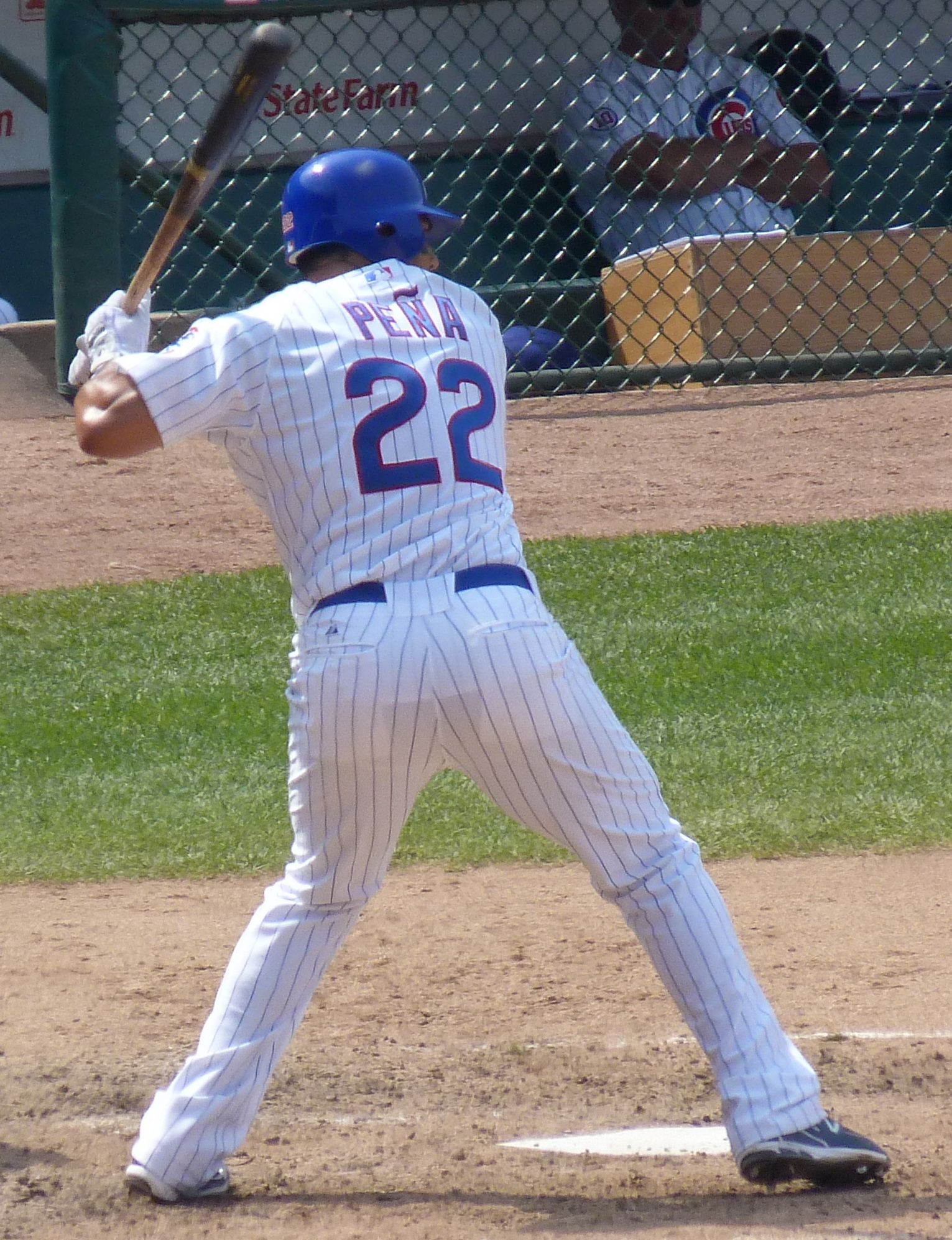
シカゴ・カブス時代
(2011年6月17日)

2010年12月8日にシカゴ・カブスと1年契約を結ぶ。
2011年、4月は本塁打なしと低調なスタートを切るが、5月から6月までで17本塁打を放ち復調。最終的には例年通り打率は.225と低打率ながら、リーグ3位の101四球を選び出塁率.357を記録し、本塁打でもチーム最多の28本塁打を放った。10月30日にFAとなった。

### レイズ復帰

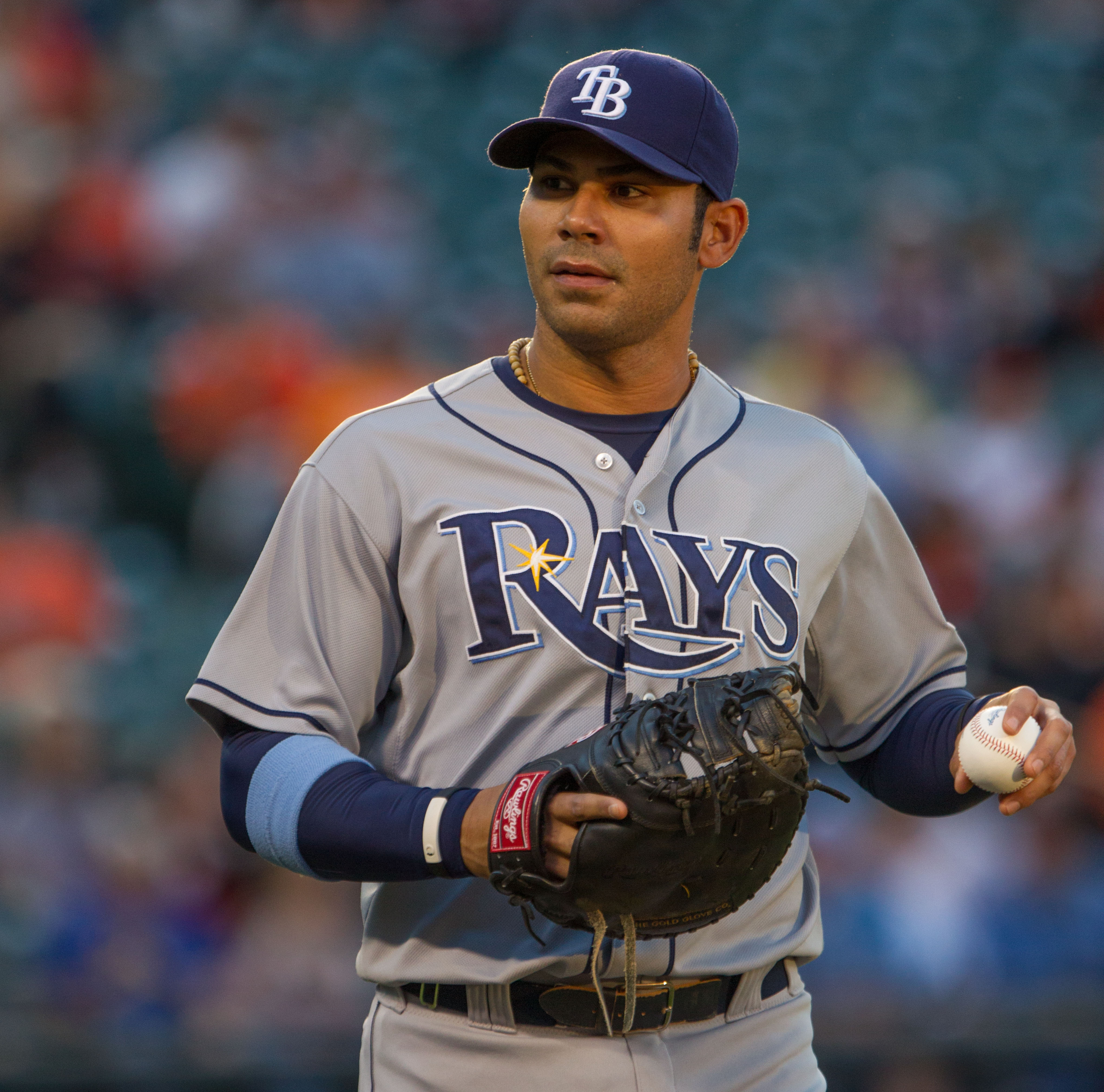
タンパベイ・レイズ時代
(2012年5月11日)

2012年1月20日に1年725万ドルでレイズと契約。本塁打を19本記録するも打率は規定打席到達者でリーグワースト1位、MLB全体でもワースト1位のリーグ唯一、MLB全体でも唯一の自身二度目となる打率.200未満の.197を記録してしまった。さらに、自己ワーストの182三振を記録。安打数98本は規定打席到達者ではジェマイル・ウィークスと並んでリーグワーストタイ、MLB全体でも同選手と並んでワーストタイ記録で、同選手が118試合の出場に対してペーニャは160試合の出場での記録であり、なんともお粗末なシーズンだった。10月29日にFAとなった。

### アストロズ時代
2012年12月17日にヒューストン・アストロズと年俸290万ドルの1年契約を結んだ。打席数に応じて最大で140万ドルの出来高が付く。
2013年は85試合に出場したが打率が.209と例年通りの低打率が続き、7月21日にDFAとなり、7月31日に FAとなった。

### ロイヤルズ時代
2013年8月27日にカンザスシティ・ロイヤルズとマイナー契約を結んだ。傘下のAAA級オマハ・ストームチェイサーズでプレー後、9月3日にメジャー昇格し、4試合に出場した。10月31日にFAとなった。

### エンゼルス傘下時代
2014年1月28日にロサンゼルス・エンゼルス・オブ・アナハイムとマイナー契約を結んだが、3月23日に放出された。

### レンジャーズ復帰

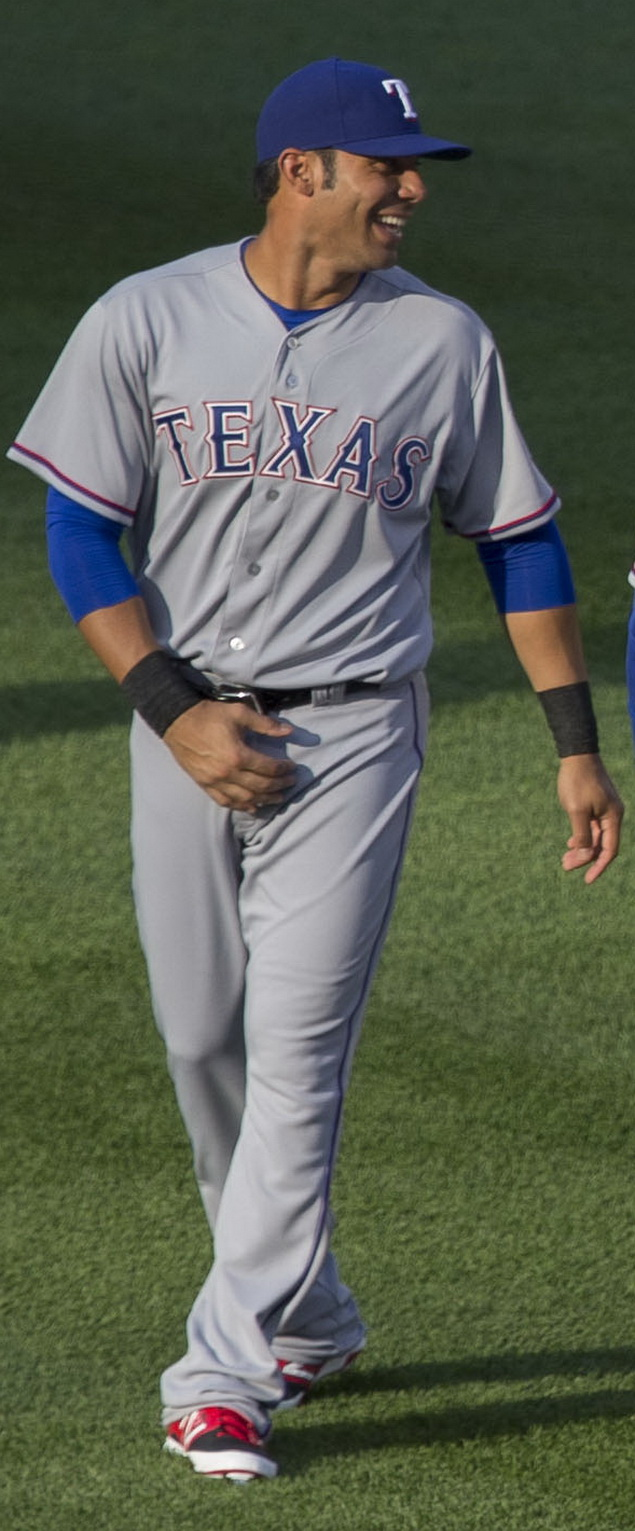
テキサス・レンジャーズ時代
(2014年6月30日)

2014年6月18日にプロ入り時の古巣・レンジャーズとマイナー契約を結び、6月24日にメジャーへ昇格。昇格後は18試合に出場したが、打率は.136と結果を残せず、7月17日にDFAとなった。7月19日にAAA級ラウンドロック・エクスプレスへ降格。8月17日にFAとなった。12月2日にMLBネットワークの解説者に就任したことが発表された。

### 引退後
2015年9月18日にレイズと1日契約を結び、正式に引退を表明した。

## プレースタイル
バッティング面での特長は桁外れのパワー。また、マイナー時代は打率も高かったが、ミートは決して上手いとは言えず、メジャーでは打率が.250を下回るような年も多かった。また、それ故に、毎年出場試合数と同程度の三振を喫している。2007年はそのパワーが一気に開花した形となった。これはインコースに対応できるようになったことと、ボールをじっくり見ていく姿勢に変わったためといわれる。走塁面では平均を下回る。ただ、マイナー時代の2000年には失敗0で12盗塁を決めている。守備は堅実で、2008年は132試合に出場し、エラーは僅か2つ。守備率は.998で、これは同年のメジャー全一塁手中トップの成績である。

## 詳細情報

### 年度別打撃成績
| 年 度     | 球 団     | 試 合 | 打 席 | 打 数 | 得 点 | 安 打 | 二 塁 打 | 三 塁 打 | 本 塁 打 | 塁 打 | 打 点 | 盗 塁 | 盗 塁 死 | 犠 打 | 犠 飛 | 四 球 | 敬 遠 | 死 球 | 三 振 | 併 殺 打 | 打 率 | 出 塁 率 | 長 打 率 | O P S |
| --------- | --------- | ----- | ----- | ----- | ----- | ----- | -------- | -------- | -------- | ----- | ----- | ----- | -------- | ----- | ----- | ----- | ----- | ----- | ----- | -------- | ----- | -------- | -------- | ----- |
| 2001      | TEX       | 22    | 72    | 62    | 6     | 16    | 4        | 1        | 3        | 31    | 12    | 0     | 0        | 0     | 0     | 10    | 0     | 0     | 17    | 1        | .258  | .361     | .500     | .861  |
| 2002      | OAK       | 40    | 141   | 124   | 12    | 27    | 4        | 0        | 7        | 52    | 16    | 0     | 0        | 0     | 1     | 15    | 0     | 1     | 38    | 2        | .218  | .305     | .419     | .724  |
| 2002      | DET       | 75    | 302   | 273   | 31    | 69    | 13       | 4        | 12       | 126   | 36    | 2     | 2        | 0     | 1     | 26    | 0     | 2     | 73    | 5        | .253  | .321     | .462     | .783  |
| '02計     | DET       | 115   | 443   | 397   | 43    | 96    | 17       | 4        | 19       | 178   | 52    | 2     | 2        | 0     | 2     | 41    | 0     | 3     | 111   | 7        | .242  | .316     | .448     | .764  |
| 2003      | DET       | 131   | 516   | 452   | 51    | 112   | 21       | 6        | 18       | 199   | 50    | 4     | 5        | 1     | 4     | 53    | 1     | 6     | 123   | 6        | .248  | .332     | .440     | .772  |
| 2004      | DET       | 142   | 561   | 481   | 89    | 116   | 22       | 4        | 27       | 227   | 82    | 7     | 1        | 2     | 5     | 70    | 2     | 3     | 146   | 11       | .241  | .338     | .472     | .810  |
| 2005      | DET       | 79    | 295   | 260   | 37    | 61    | 9        | 0        | 18       | 124   | 44    | 0     | 1        | 0     | 0     | 31    | 2     | 4     | 95    | 3        | .235  | .325     | .477     | .802  |
| 2006      | BOS       | 18    | 37    | 33    | 3     | 9     | 2        | 0        | 1        | 14    | 3     | 0     | 0        | 0     | 0     | 4     | 0     | 0     | 10    | 1        | .273  | .351     | .424     | .776  |
| 2007      | TB        | 148   | 612   | 490   | 99    | 138   | 29       | 1        | 46       | 307   | 121   | 1     | 0        | 1     | 8     | 103   | 10    | 10    | 142   | 7        | .282  | .411     | .627     | 1.037 |
| 2008      | TB        | 139   | 607   | 490   | 76    | 121   | 24       | 2        | 31       | 242   | 102   | 1     | 1        | 0     | 9     | 96    | 7     | 12    | 166   | 6        | .247  | .377     | .494     | .871  |
| 2009      | TB        | 135   | 570   | 471   | 91    | 107   | 25       | 2        | 39       | 253   | 100   | 3     | 3        | 0     | 3     | 87    | 11    | 9     | 163   | 5        | .227  | .356     | .537     | .893  |
| 2010      | TB        | 144   | 582   | 484   | 64    | 95    | 18       | 0        | 28       | 197   | 84    | 5     | 1        | 0     | 4     | 87    | 4     | 7     | 158   | 2        | .196  | .325     | .407     | .732  |
| 2011      | CHC       | 153   | 606   | 493   | 72    | 111   | 27       | 3        | 28       | 228   | 80    | 2     | 2        | 1     | 7     | 101   | 7     | 4     | 161   | 6        | .225  | .357     | .462     | .819  |
| 2012      | TB        | 160   | 600   | 497   | 72    | 98    | 17       | 2        | 19       | 176   | 61    | 2     | 3        | 0     | 3     | 87    | 2     | 13    | 182   | 10       | .197  | .330     | .354     | .684  |
| 2013      | HOU       | 85    | 325   | 277   | 38    | 58    | 13       | 1        | 8        | 97    | 25    | 1     | 3        | 1     | 0     | 43    | 5     | 4     | 89    | 5        | .209  | .324     | .350     | .674  |
| 2013      | KC        | 4     | 3     | 3     | 0     | 0     | 0        | 0        | 0        | 0     | 0     | 0     | 0        | 0     | 0     | 0     | 0     | 0     | 3     | 0        | .000  | .000     | .000     | .000  |
| '13計     | KC        | 89    | 328   | 280   | 38    | 58    | 13       | 1        | 8        | 97    | 25    | 1     | 3        | 1     | 0     | 43    | 5     | 4     | 92    | 5        | .207  | .321     | .346     | .668  |
| 2014      | TEX       | 18    | 63    | 59    | 4     | 8     | 3        | 0        | 1        | 14    | 2     | 1     | 0        | 0     | 0     | 4     | 0     | 0     | 11    | 1        | .136  | .190     | .237     | .428  |
| MLB：14年 | MLB：14年 | 1493  | 5893  | 4949  | 745   | 1146  | 231      | 26       | 286      | 2287  | 818   | 29    | 22       | 6     | 45    | 817   | 51    | 75    | 1577  | 71       | .232  | .346     | .462     | .808  |

- 各年度の太字はリーグ最高

### 年度別守備成績
| 年 度 | 球 団 | 一塁（1B） | 一塁（1B） | 一塁（1B） | 一塁（1B） | 一塁（1B） | 一塁（1B） | 左翼（LF） | 左翼（LF） | 左翼（LF） | 左翼（LF） | 左翼（LF） | 左翼（LF） |
| 年 度 | 球 団 | 試 合      | 刺 殺      | 補 殺      | 失 策      | 併 殺      | 守 備 率   | 試 合      | 刺 殺      | 補 殺      | 失 策      | 併 殺      | 守 備 率   |
| ----- | ----- | ---------- | ---------- | ---------- | ---------- | ---------- | ---------- | ---------- | ---------- | ---------- | ---------- | ---------- | ---------- |
| 2001  | TEX   | 16         | 138        | 15         | 2          | 13         | .987       | -          | -          | -          | -          | -          | -          |
| 2002  | OAK   | 40         | 351        | 42         | 1          | 25         | .997       | -          | -          | -          | -          | -          | -          |
| 2002  | DET   | 73         | 659        | 29         | 3          | 71         | .996       | -          | -          | -          | -          | -          | -          |
| '02計 | DET   | 113        | 1010       | 71         | 4          | 96         | .996       | -          | -          | -          | -          | -          | -          |
| 2003  | DET   | 128        | 1135       | 91         | 13         | 130        | .990       | -          | -          | -          | -          | -          | -          |
| 2004  | DET   | 135        | 1142       | 77         | 6          | 128        | .995       | -          | -          | -          | -          | -          | -          |
| 2005  | DET   | 51         | 418        | 35         | 3          | 46         | .993       | -          | -          | -          | -          | -          | -          |
| 2006  | BOS   | 17         | 81         | 5          | 1          | 15         | .989       | 1          | 0          | 0          | 0          | 0          | ----       |
| 2007  | TB    | 144        | 1054       | 130        | 8          | 116        | .993       | -          | -          | -          | -          | -          | -          |
| 2008  | TB    | 132        | 991        | 106        | 2          | 117        | .998       | -          | -          | -          | -          | -          | -          |
| 2009  | TB    | 133        | 1055       | 71         | 10         | 102        | .991       | -          | -          | -          | -          | -          | -          |
| 2010  | TB    | 142        | 1074       | 83         | 6          | 95         | .995       | -          | -          | -          | -          | -          | -          |
| 2011  | CHC   | 153        | 1116       | 88         | 8          | 104        | .993       | -          | -          | -          | -          | -          | -          |
| 2012  | TB    | 153        | 1182       | 95         | 7          | 119        | .995       | -          | -          | -          | -          | -          | -          |
| 2013  | HOU   | 44         | 393        | 30         | 0          | 45         | 1.000      | -          | -          | -          | -          | -          | -          |
| 2013  | KC    | 2          | 6          | 0          | 0          | 2          | 1.000      | -          | -          | -          | -          | -          | -          |
| '13計 | KC    | 46         | 399        | 30         | 0          | 47         | 1.000      | -          | -          | -          | -          | -          | -          |
| 2014  | TEX   | 16         | 105        | 9          | 1          | 12         | .991       | -          | -          | -          | -          | -          | -          |
| MLB   | MLB   | 1379       | 10900      | 906        | 71         | 1140       | .994       | 1          | 0          | 0          | 0          | 0          | ----       |

- 各年度の太字はリーグ最高
- 各年度の太字年はゴールドグラブ賞受賞

### タイトル
- 本塁打王：1回 （2009年）

### 表彰
- シルバースラッガー賞：1回 （2007年）
- ゴールドグラブ賞：1回 （2008年）
- ルーキー・オブ・ザ・マンス：1回 （2002年4月）
- カムバック賞：1回 （2007年）

### 記録
- MLBオールスターゲーム選出：1回 （2009年）

### 背番号
- 15 (2001年)
- 2 (2002年 - 同年途中)
- 43 (2002年途中 - 同年終了)
- 12 (2003年 - 2005年、2013年 - 同年途中)
- 37 (2006年)
- 23 (2007年 - 2010年、2012年、2013年途中 - 同年終了)
- 22 (2011年)
- 21 (2014年)